# Fabio Rossitto
Fabio Rossitto (Aviano, 1971. szeptember 21. –) olasz válogatott labdarúgó.

## Pályafutása

### Klubcsapatban
Pályafutását szülővárosában az Udinese csapatában kezdte 1989-ben, ahol összesen nyolc szezont játszott. 1997-ben a Napoliba, majd 1999-ben a Fiorentinaba igazolt. Utóbbival 2001-ben megnyerte az olasz kupát. 2002-ben visszatért az Udinesebe. 2004-ben a belga Germinal Beerschot szerződtette. 2005-ben rövid ideig a Veneziat erősítette. 2005 és 2007 között a Sacilese volt az utolsó csapata.

### A válogatottban
1996-ban 1 alkalommal szerepelt az olasz válogatottban. Részt vett az 1996-os Európa-bajnokságon.

## Sikerei, díjai

### Játékosként
Fiorentina
- Olasz kupa (1): 2000–01

## Külső hivatkozások
- Fabio Rossitto adatlapja a National-Football-Teams.com oldalon (angolul)

- Fabio Rossitto (angol nyelven). FootballDatabase.eu
- Fabio Rossitto (angol nyelven). eu-football.info
- Fabio Rossitto (olasz nyelven). figc.it, FIGC. [2017. november 7-i dátummal az eredetiből archiválva]. (Hozzáférés: 2018. február 18.)